# 木姜子
木姜子（学名：Litsea pungens）为樟科木姜子属下的一个种。